# Fernandocrambus divus
Fernandocrambus divus là một loài bướm đêm trong họ Crambidae.